# Antonow An-318
Die Antonow An-318 war ein Projekt des ukrainischen Flugzeugherstellers Antonow.

## Entwicklung
Der Entwurf sah ein Tiefdecker-Passagierflugzeug mit drei Strahltriebwerken vor, das als Großraumflugzeug für Mittelstrecken ähnlich dem Airbus A330 ausgelegt war. Die Entwurfsarbeiten begannen 1991.
Die Detaillösungen der An-318 orientierten sich an denen der Typen An-124 und An-70 sowie der Tupolew Tu-204. Das Flugzeug sollte, abgesehen vom Heck mit dem dritten Triebwerk und dem zusätzlichen mittleren Fahrwerk mit sechs Rädern zwischen den Hauptfahrwerken, möglichst baugleich mit der ebenfalls projektierten Antonow An-218 sein.
Das Fahrwerk und die Leistungsdaten waren so ausgelegt, dass die Maschine von denselben Flugplätzen wie eine Tupolew Tu-154M aus eingesetzt werden konnte. Neben Komfort, Frachtbeladung und -entladung und Servicefreundlichkeit wurde insbesondere auf den Kraftstoffverbrauch Augenmerk gelegt.
Es waren Varianten von 200 bis etwa 400 Passagieren geplant. Die Avionik orientierte sich an den modernsten Standards bis Cat. IIIA ICAO. Das Cockpit sollte mit sechs Bildschirmen ausgerüstet und entsprechend automatisiert sein.
Der ursprüngliche Zeitplan sah den Erstflug 1994 vor, die Zertifizierung sollte dann 1995 erfolgen. Das Projekt wurde jedoch vorher eingestellt. Während von der Antonow An-218 noch eine vollmaßstäbliche Attrappe gebaut wurde, blieb es bei der An-318 nur bei Modellen und grafischen Darstellungen.